# Jessabelle – Die Vorhersehung
Jessabelle – Die Vorhersehung (Originaltitel: Jessabelle) ist ein US-amerikanischer Horrorfilm aus dem Jahr 2014. Regie führte Kevin Greutert, das Drehbuch verfasste Robert Ben Garant. In Deutschland erschien der Film am 26. November 2015 direkt auf DVD und Blu-ray.

## Handlung
Die schwangere Jessabelle „Jessie“ Laurent ist mit ihrem Verlobten Mark mit dem Auto auf dem Heimweg. Als Mark gerade nicht aufpasst, fährt ein LKW in ihr Auto. Mark stirbt und Jessie erleidet eine Fehlgeburt und ist ab sofort auf einen Rollstuhl angewiesen.
Zwei Monate später ist Jessie gezwungen, zu ihrem Vater Leon nach Louisiana zu ziehen. Sie hat ihn seit ihrer Kindheit nicht mehr gesehen, da ihre Mutter Kate an einem Gehirntumor starb und er sie zu ihrer Tante gab. Jessie schläft fortan im ehemaligen Schlafzimmer ihrer verstorbenen Mutter. Eines Tages findet Jessie eine Schachtel mit drei Videobändern, auf denen sich ihre hochschwangere Mutter gefilmt hat und ihr zum 18. Geburtstag gratuliert und ihr die Karten legt. Sie sagt, sie habe es von ihrem Freund Moses beigebracht bekommen. Erschrocken stellt ihre Mutter fest, dass Jessie laut der Karten bald sterben wird, macht sich darüber aber kaum Sorgen.
Jessie plagen von da an furchteinflößende Albträume. Wiederholt träumt sie von einer dunkelhaarigen Frau, die in ihrem Rollstuhl sitzt, sie bedroht oder töten will. Auf die Frage hin, wer diese Frau sei, antwortet sie immer: „Jessabelle!“. Obwohl ihr Vater immer wieder betont, dass Jessie sich die Videobänder nicht ansehen soll, hört sie nicht auf ihn, da sie so ihre verstorbene Mutter kennenlernen soll. Leon nimmt ihr die Videobänder weg und will sie im Garten verbrennen, doch im Schuppen fängt sein Hemd selbst Feuer und der Schuppen schließt sich von selbst zu. Schreiend und weinend muss Jessie zusehen, wie ihr Vater stirbt, ohne ihm zu Hilfe kommen zu können.
Auf der Beerdigung ihres Vaters trifft Jessie auf ihren Kindheitsfreund Preston. Dieser ist mittlerweile unglücklich verheiratet und lebt in einer ärmlichen Wohnwagensiedlung. Er unterstützt Jessie und sieht sich auch mit ihr die verbliebenen Videobänder an. Sie vertraut ihm das Mysterium um „Jessabelle“ an und will herausfinden, wer dieses Wesen ist. Die beiden entdecken am anderen Ende des Sees, der das Grundstück vom Wald trennt, ein kleines Grab, auf dem „Jessabelle“ und Jessies Geburtstag steht. Jessie und Preston melden, dass sich in diesem Grab auch eine Kindsleiche befindet und bitten den Sheriff der Stadt, eine DNA-Probe zu machen. Es stellt sich heraus, dass dieses Kind schwarz war und vermutlich brutal ermordet wurde.
Allein sieht sich Jessie das letzte und vierte Videoband an, in dem ihre Mutter ihr immer wieder weinend vorhersagt, dass Jessie angeblich tot sei und dass sich Jessabelle das holen wird, was ihr zusteht. Kates Geist erscheint im Schlafzimmer und offenbart Jessie die Wahrheit: „Jessabelle“ war ihre leibliche Tochter und die von Moses und ist aus deren gemeinsamen Affäre entstanden. Wütend über die Affäre hat Leon Jessabelle umgebracht und, um die Schande zu vertuschen, ein weißes Baby, nämlich Jessie, adoptiert und fortan so getan, als wäre es deren leibliches Kind. Der Geist von Kate tötet Jessie, indem sie diese an ihren Rollstuhl fesselt und in den See schmeißt. Kurz bevor Jessie ertrinkt, dringt Jessabelle in ihren Körper ein und lebt fortan in ihrem weiter.

## Rezeption
Der Film erhielt überwiegend gemischte bis negative Kritiken. Bei Metacritic erhielt der Film einen Metascore von 37/100 basierend auf 14 Rezensionen, bei Rotten Tomatoes waren 26 Prozent der 31 Rezensionen positiv.
Der Filmdienst meint, Jessabelle sei ein „solider Horrorfilm“, der „eher unblutig daher[komme]“ und stattdessen „mit sumpfigem Südstaaten-Ambiente und übernatürlichem Budenzauber“ spiele.